# Sténographie Gregg
La sténographie Gregg est une forme de sténographie qui a été inventée par John Robert Gregg en 1888. Comme l'écriture cursive, elle est entièrement basée sur des ellipses et des lignes. La sténographie Gregg est la forme de sténographie classique aux États-Unis ; son adaptation en espagnol est assez populaire en Amérique latine. Avec l'invention des machines à dicter, des sténographes et la pratique des cadres d'écrire leurs propres lettres sur leurs ordinateurs personnels, l'utilisation de la sténographie a progressivement diminué dans le monde des affaires et de la rédaction. Cependant, la sténographie Gregg continue d'être employée de nos jours.

## L'écriture
La sténographie Gregg est un système phonographique, où l'information est donc encodée phonétiquement, et non pas l'orthographe usuelle. Toutes les lettres muettes sont donc omises.

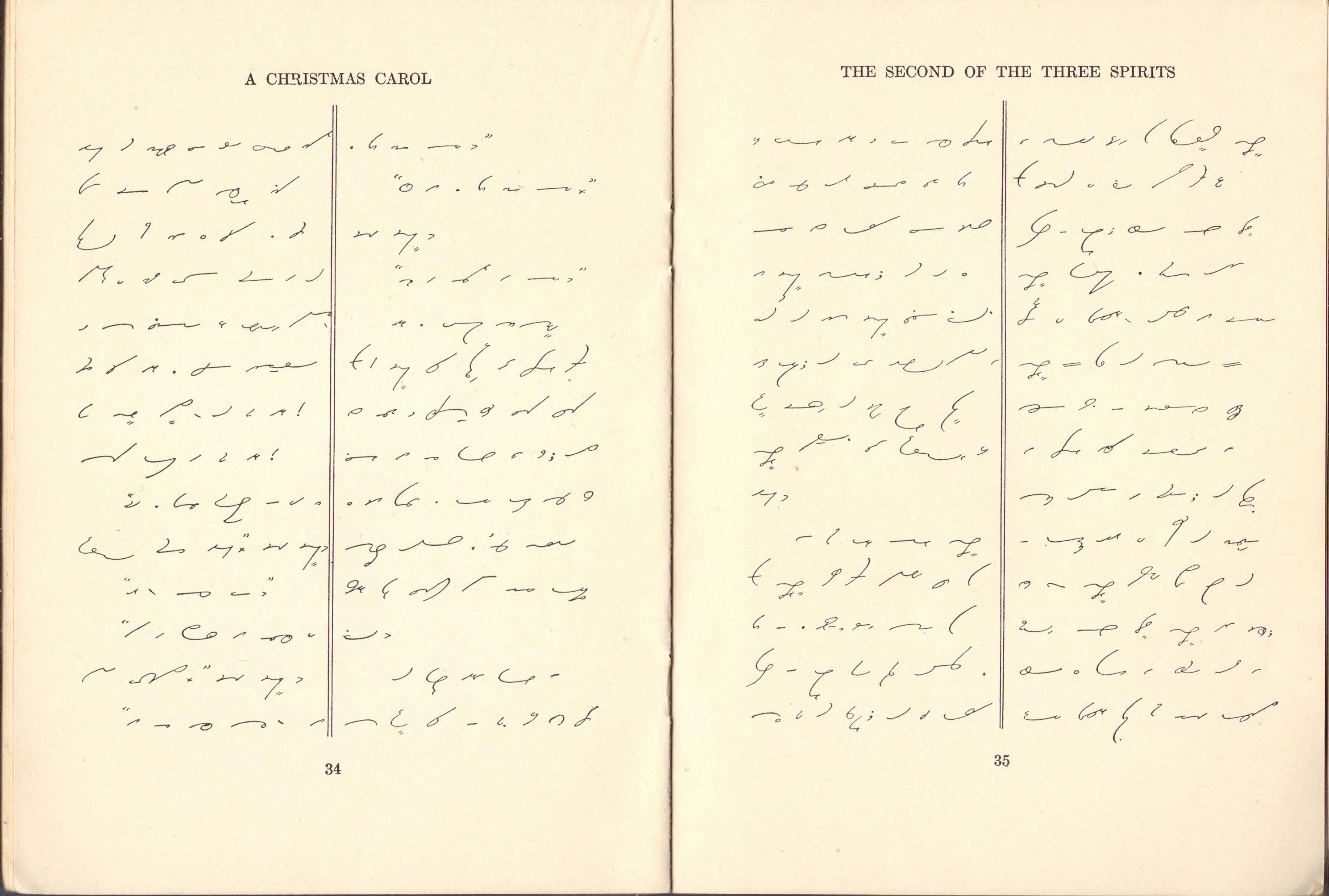
Extrait du texte "Un chant de Noël", publié en sténographie Gregg, 1918.